# 2002-es amatőr ökölvívó-Európa-bajnokság
A 34. amatőr ökölvívó-Európa-bajnokság
- Helyszín: Perm, Oroszország.
- Időpont: 2002. július 12-21.
- 12 versenyszámban avattak bajnokot.
- A küzdelmek egyenes kieséses rendszerben zajlanak és mindkét elődöntő vesztese bronzérmet kap.

## Érmesek
- Balzsay Károly ezüstérmet szerzett középsúlyban.
- Szűcs István  bronzérmet szerzett félnehézsúlyban.

| 2002. évi amatőr ökölvívó-Európa-bajnokság érmesei |                                    |                                   |                                                               |
| Versenyszám                                        | Arany                              | Ezüst                             | Bronz                                                         |
| Szupernehézsúly                                    | Alekszandr Povetkin (Oroszország)  | Roberto Cammarelle (Olaszország)  | Sebastian Lirber (Németország) Artiom Carikov (Ukrajna)       |
| Nehézsúly                                          | Jevgenyij Makarenko (Oroszország)  | Vjacseszlav Uzelkov (Ukrajna)     | Viktor Zujev (Fehéroroszország) Marat Tovmasian Örményország  |
| Félnehézsúly                                       | Mikhail Gala (Oroszország)         | John Dovi (Franciaország)         | Szűcs István (Magyarország) Viktor Perun (Ukrajna)            |
| Középsúly                                          | Oleg Maskin (Oroszország)          | Balzsay Károly (Magyarország)     | Jani Rauhala (Finnország) Mamadou Djambang (Franciaország)    |
| Nagyváltósúly                                      | Andrij Misin (Oroszország)         | Lukash Vitashek (Németország)     | Marian Simion (Románia) Ivan Gaivan (Moldova)                 |
| Váltósúly                                          | Timur Gajdarov (Oroszország)       | Alexander Bokalo (Ukrajna)        | Sebastian Zbik (Németország) Dorel Simion (Románia)           |
| Kisváltósúly                                       | Dimitar Siljanov (Bulgária)        | Willy Blain (Franciaország)       | Brunet Zamora (Olaszország) Dmitrij Pavlicsenko (Oroszország) |
| Könnyűsúly                                         | Alekszandr Maletin (Oroszország)   | Borisz Georgijev (Bulgária)       | Selcuk Aydin (Törökország) Michele di Rocco (Olaszország)     |
| Pehelysúly                                         | Raimkul Malakbekov (Oroszország)   | Sahin Imranov (Azerbajdzsán)      | Viorel Simion (Románia) Konsztantyin Kupatadze (Grúzia)       |
| Harmatsúly                                         | Havazsi Hacigov (Fehéroroszország) | Gennagyij Kovaljov (Oroszország)  | Vladimir Cucereanu (Románia) Ali Hallab (Franciaország)       |
| Légsúly                                            | Georgij Balaksin (Oroszország)     | Alekszander Vladimirov (Bulgária) | Igor Samolenko (Moldova) Jérôme Thomas (Franciaország)        |
| Papírsúly                                          | Szergej Kazakov (Oroszország)      | Veaceslav Gojan (Moldova)         | Rudolf Dydi (Szlovákia) Sorin Tanadsie (Románia)              |